# Carl Hermann Berendt
Carl Hermann Berendt (nacido en Danzig en 1817, fallecido en Ciudad de Guatemala en 1878) fue un médico alemán, coleccionista, explorador e investigador de lingüística mesoamericana, que se especializó en la civilización maya y dedicó los últimos 16 años de su vida a estudiarla.

## Datos biográficos
Miembro de una familia con una larga tradición en el ejercicio de la medicina, Berendt estudió en Königsberg, Bonn y Heidelberg, la carrera médica, estableciéndose para ejercerla en Rheden.
Participó en la revolución de 1848, después de lo cual se vio obligado a emigrar a los Estados Unidos en 1851. En 1853, viajó a Nicaragua y en 1855, llegó a Veracruz, México. En el sur de este último país viajó extensamente y entró en contacto con las culturas mesoamericanas, despertándose en él un gran interés por las cuestiones lingüísticas y arqueológicas. En 1862 decidió abandonar por completo la práctica médica para dedicarse por completo al estudio de las lenguas indígenas y particularmente al idioma maya. Además de recopilar una extensa colección de datos sobre estas culturas prehispánicas, profundizó en el estudio de las antiguas crónicas mayas (libros del Chilam Balam) y de los diccionarios existentes de tal lengua. Algunos autores le consideran el fundador de la escuela lingüística moderna de Mesoamérica.

## Obra
- Análisis para la alfabetización de los mexicanos y de las lenguas de América Central, Nueva York (1869)
- Observaciones sobre los centros de las antiguas civilizaciones de América Central y su distribución geográfica, Nueva York (1876)